# Erekce, ejakulace, exhibice a další příběhy obyčejného šílenství (kniha)
Erekce, ejakulace, exhibice a další příběhy obyčejného šílenství (anglicky Tales of Ordinary Madness) je sborník 34 povídek amerického spisovatele Charlese Bukowského, jenž vyšel v roce 1983.
Povídky byly původně součástí velmi rozsáhlé sbírky Erection, Ejaculation, Exhibition and General Tales of Ordinary Madness, která vyšla v nakladatelství City Lights Press v r. 1972 a později byla rozdělena do dvou sbírek (tou druhou sbírkou je Nejkrásnější ženská ve městě, angl. The Most Beautiful Woman in Town). Bukowski je napsal během svého velmi plodného období na přelomu šedesátých a sedmdesátých let dvacátého století. Dříve než se povídky dočkaly knižního vydání, vyšly porůznu v undergroundových časopisech.
Česky knihu vydalo nakladatelství Pragma v roce 2000
a 2007. Titul vyšel i pod názvem Příběhy obyčejného šílenství v nakladatelství Argo v roce 2006.
| „                                                            | Ukažte mi muže, který žije sám a má ustavičně špinavou kuchyň a v pěti případech z devíti vám ukážu výjimečného člověka. | “ |
| — Charles Bukowski 27. 6. 1967, nad devatenáctou lahví piva. | |   |

| „                                                        | Ukažte mi muže, který žije sám a má ustavičně čistou kuchyň a v osmi případech z devíti vám ukážu člověka odporných duševních vlastností. | “ |
| — Charles Bukowski 27. 6. 1967, nad dvacátou lahví piva. | |   |

## Obsah
- Pětačtyřicítka na zaplacení činže – Duke má dceru Lalu, je to roztomilá dívenka a on ji má moc rád. Nakupují spolu v supermarketu a Duke Lalu nechává, ať dává do vozíku cokoli chce. Přijedou domů a tam se Duke chytne s Mag – matkou Laly. Hraje si ještě chvilku s Lalou a pak si oblékne kabát, vezme si pistoli a jde do ulic sehnat peníze na nájem.
- V lochu s nepřítelem státu č.1 – historka z doby, kdy byl Bukowski krátkou chvíli uvězněn ve filadelfském vězení Moyamensing.
- Obrázky ze slavných časů – další krátká reminiscence z vězeňského prostředí.
- Blázinec kousek na východ od Hollywoodu – Chinaskiho doma navštíví Bláznivej Jimmy. Vykládá samé nezajímavé věci a Chinaski musí zavolat Izzymu Steinerovi, aby si pro Jimmyho přijel. Izzy studoval na rabína a jeho vášní je jídlo. Sežere všechno kromě syrového masa. Izzy přijíždí a podaří se mu Jimmyho vypudit. Chinaski pokračuje v popíjení s Izzym.
- Doporučil byste psaní jako profesi? – Chinaski popisuje zážitky ze čtení poezie v Seattlu.
- Velká zenová svatba – Chinaski vyvádí na svatbě, jíž se účastní i zenový mistr…
- Usmíření – Harry se vrací z nemocnice. Madge jej doma vítá a informuje jej, že nabourala auto a tak jej museli odvézt do autoservisu. Nesehnala si ani práci. Harry jde do autoservisu, kde se dozví, že oprava bude stát 75 dolarů. Podaří se mu nějak usmlouvat platbu a odjíždí do obchůdku s alkoholem. Tam nechala Madge další dluh. I tady se Harrymu poštěstí odložit splátku, odvolává se na staré přátelství. Vrací se domů. Madge je pořád kus. Harry nedokáže odolat. Popadne ji a hodí ji v ložnici na postel. Dluhy se nějak srovnají.
- Kunda a Kant a šťastný domov – zážitky Jacka Hendleyho z dostihového závodiště.
- Sbohem, Watsone – úvaha o smyslu sázení, vzpomínky na staré časy, kdy se chodilo na box do klubu Olympic.
- Velcí básníci umírají v kouřícím hrnci plném sraček – Bukowski je na nákupu, když se na něj nalepí fanoušek a obtěžuje ho. Snaží se o rozhovor, což Bukowskému není zrovna milé, ale nechce být hulvát a tak jen odpovídá, aby se neřeklo. Chlápek z něj nakonec vymámí adresu a slíbí, že se ukáže, z čehož spisovatel nemá velkou radost.
- Můj pobyt na chalupě básníků – autor popisuje svůj pobyt v Tucsonu v Arizoně, kde měl čtení poezie.
- Blbí Kristové – Dan Skorski pracuje ve fabrice na zpracování gumy. Směna skončila a Dan se chystá odejít z haly, když jej zastaví hubený muž, který vypadá jako doutník. Řekne: „Přesčas.“ Skorski to neakceptuje, dostává výpověď. S pocitem nádherné svobody a lehkosti odchází. Ten večer spí uvolněně. Ve schránce má dopis od D. R. Signa – šéfredaktora z New Yorku, který je obeznámen s jeho tvorbou a nabízí mu práci v nakladatelství. Dan souhlasí a sedne do letadla směr New York. V letadle popíjí whisky a poněkud se vyřídí. Baví pasažéry historkou, že je bývalý boxer Rocky Graziano, zvrací v uličce, sexuálně obtěžuje letušku a ztrácí ponožky a boty. V New Yorku si chytne taxíka, sežene si pokoj a zapadne do hospody, kde chlastá až do rána. Nikdo se nepozastavuje nad tím, že je bos, blazeované město je povznesené nad jakékoli odsuzování. Další den má schůzku se Signem a Strangem. Ukážou mu pracoviště. Skorski pořád netuší, co má dělat a během pracovní doby chodí na panáky do nedaleké restaurace. Pak přijde Signo a sdělí mu, že jej nakonec nebudou potřebovat. Vypíše mu šek na cestovní výlohy. Skorski se přesune do mexické Tijuany. Chce počkat do víkendu, kdy se běží dostihy. Popíjí tequilu v místním baru, krmí jukebox mincemi, tančí, objednává všem pití, zápasí se židlí. Další den se probouzí ve veřejném parku na náměstí s rozbitými brýlemi a zjišťuje, že mu chybí peněženka, v níž měl veškeré peníze.
- Přecitlivělý – Bukowského filozofická vzpomínka na den, kdy přijel celý polámaný z práce a v kuchyni byl ucpaný dřez plný smradlavé vody a špinavých kelímků, nebyla tam ani jediná čistá sklenička, aby si mohl napustit vodu. Jeho tehdejší přítelkyně Frances Smithová (FrancEyE) ležela v posteli a četla si. Bukowski si lehne do postele vedle ní a není schopný se ani pohnout, jak jej bolí celé tělo. Frances mu poví o jejím známém z básnického semináře, který píše ironické povídky zaměřené proti katolické církvi. Ztratil zaměstnání a tím pádem i inspiraci. Bukowski se nabídne, že by mu mohl domluvit práci na poště, což Frances okomentuje slovy, že Benny je příliš citlivý, aby mohl pracovat na poště … Bukowski má na to svůj názor, ale je příliš unavený, aby to dál rozebíral. Tato vzpomínka se objevuje v mírně obměněné podobě i v některé další sbírce, nebo jako útržek v některém románu.
- Znásilnění! Znásilnění! – Chinaski jde od doktora a na ulici zaregistruje ženskou, která ho uhrane. Nedokáže se ovládnout a začne ji sledovat. Zrzka jde na poštu, Chinaski je jí v patách. Stoupne si do řady hned za ni. Pak ji následuje na autobusovou zastávku, v autobusu si sedne na sedadlo opět těsně za ni. Ženská o něm ví, ale zůstává klidná. Pronásleduje ji až k činžáku v obytné čtvrti. Vypočítá si, že musí bydlet ve třetím nebo čtvrtém patře. Zkusí zazvonit na pár zvonků, ale nemá úspěch. Jednou mu otevře osamělá ženská s postiženým klukem. Dá jí dolar. Ženská se po něm vrhne a vrazí mu jazyk do úst. Chinaski se vykroutí a pokračuje v pátrání, dokud nenajde ty správné dveře. Zahlédne ji v mezeře mezi futry a dveřmi a vtlačí se dovnitř. Na nic nečeká a skočí po ní. Veře se to líbí, vysvětluje mu, jak těžké je pro ni sehnat chlapa. Je natolik atraktivní, že si chlapi myslí, že je nedosažitelná a bojí se jí. Chinaski si jde dát sprchu a když vyjde ven, čekají na něj dva poldové. Vera jim vysvětluje, že byla znásilněná. Policajti odváží Chinaskiho do vazby. Ráno je propuštěn, Vera stáhla obvinění. Chinaski sedá do autobusu a jede k jejímu bydlišti. Zaklepe na dveře, dveře se otevřou a Chinaski má nachystaný další dolar…
- Odporné město – Frank Evans schází dolů po schodech a dole na něj volá recepční. Tvrdí mu, že jej sledují a vědí, že ztrácí rozum. Může být však klidný, protože část jeho rozumu se našla. Recepční mu podává cosi zabalené do celofánu. Frank jde do kina a cestou se podívá do balíčku. Je to sýr a nechutná špatně. Kino smrdí močí a je zde pouze několik lidí. Frank si všimne, že se k němu nenápadně přibližuje podezřelý chlapík. Když se posadí na sedadlo vedle něj, Frank vytáhne z kapsy finský nůž. Chlápek bere nohy na ramena. Frank se vrací do svého pokoje. Usedá ke stolu a píše dopis matce. V dopise stojí, že se ocitl v ďábelském městě. Ozve se zaklepání na dveře. Za nimi stojí recepční a omlouvá se Frankovi, že si z něj utahoval, protože byl opilý. Frankovi je to jedno, ale recepční pokračuje a přizná se, že Franka miluje. Obejme ho a dá mu pusu. Frank se rozzuří a vrazí mu kudlu do břicha. Pak mu rozepne poklopec, uřízne mu penis, hodí jej do záchodu a spláchne. Umyje si ruce a sedá ke stolu, aby dokončil dopis.
- Ber nebo nechej být – příběh o tom, jak se Bukowski přidá k železniční partě a cestuje napříč Spojenými státy, přičemž si získá antipatie ostatních jen tím, že si sedne sám bokem. Také tato historka byla zveřejněna vícekrát.
- Dolar a dvacet centů – Sneed sedí na pláži a přemítá o svém životě. O svém ukradeném dětství, o všech těch zaměstnáních, ženách. Je mu šedesát a stal se z něj tulák. V kapse má dolar a dvacet centů. Opodál jde partička mladíků se svými dívkami a posmívá se mu.
- Bez ponožek – povídka o tom, jak se Bukowski ocitne ve vězení za sexuální obtěžování.
- Poklidný žánrový obrázek – rozhovory u Bukowského o literatuře, válkách, známých.
- Pivo a básníci a kecy – pokračování rozhovorů o stavu soudobé poezie, o Robertu Lowellovi, Robertu Creeleym, Haroldu Norsem a Alu Purdym.
- Zastřelil jsem v Renu chlapa – do třetice Bukowského rozhovory s lidmi.
- Déšť ženskejch – je pátek, Los Angeles je pošmourné a deštivé, Čína je deset milionů kilometrů daleko a Bukowski má svoji depku. Potřebuje vyvážit kola v autoservisu a udělat náhradní klíč. Třináctého je činže, čtrnáctého alimenty, patnáctého splátka za auto. Večer chce stihnout dostihy. Všude kolem chodí ženské – v kratičkých minisukních, úžasně stavěné, vlní se, pohupují se v bocích, usmívají se.
- Noční ulice šílenství – Bukowski píše předmluvu ke sbírce poezie jednomu mladému židovskému autorovi. Venku na ulici se dějí věci, které dokazují každodenní šílenství a absurditu života.
- Fialovej jako kosatec – Bukowski vypráví příběhy z blázince, jak kšeftoval s pilulkama, kámošil s blázny, kteří 20 let nemluvili, jak se souložilo s ženskýma z druhého oddělení a muselo se dávat majzla na zřízence ústavu…
- Nebeský oči – úvaha o přílohách novin Los Angeles Times, o zařazení se do pohodlného společenského stádečka za cenu opuštění ideálů, o nových směrech poezie, o tom, že nemá význam páchat atentát na prezidenta, protože ze zabití mrtvoly nelze mít žádné potěšení, atd.
- Povídka pro Waltera Lowenfelse – povídka o příjezdu bývalé přítelkyně FrancEyE s dcerou Marine Louise k Bukowskému na návštěvu. Bukowski se o FrancEyE nevyjadřuje příliš přívětivě (jména jsou v povídce pozměněna).
- Poznámky k případné sebevraždě – krátký text o nudě, jakou autor pociťuje při kontaktu s okolním světem. Zbývají vzpomínky na některá literární díla a na vzácné okamžiky z dětství, kdy se občas událo něco vzrušujícího, např. seskok parašutisty během leteckého dne, kterému se pořádně neotevřel padák.
- Poznámky o moru – všichni ví, jakou pohromu znamená morová epidemie. Pro Charlese Bukowského jsou morem lidé, kteří se mu dobývají do soukromí.
- Mizernej trip – originální esej o LSD. Zákon, či spíše lidé, kteří jej vymysleli tvrdí, že LSD může způsobit člověku trvalé vyšinutí rozumu a proto je nutné diethylamid kyseliny lysergové kriminalizovat. Bukowski však tvrdí, že vyšinutí rozumu může způsobit i sklizeň řepy, utahování šroubků ve fabrice, vyučování ve škole … dosaďte si cokoli chcete. Jak by asi dopadlo, kdyby se tohle všechno postavilo mimo zákon? Vše funguje na principu velkého Strachu, pakliže hippies říkají: nevěřte nikomu přes 30 let, mají svým způsobem pravdu. Po třicítce je většinou člověk ochromený Strachem – o své postavení, o to, jestli zbude na splátky, co si o něm myslí ostatní, zkrátka je chycen do příliš mnoha pastí odnímajících nezatížené individualistické myšlení. Pravá svoboda spočívá v něčem jiném. Mizernej trip je způsoben tím, co můžete vidět každý den kolem sebe – hnus, špína, duchovní prázdnota, ne úpadek, ale přímo střemhlavý pád. Celý tenhle svět je na mizerném tripu.
- Zvířecí nudle v mé polévce – alegorická povídka o snaze udusit jakékoli pokusy o vlastní identitu, svobodu a nezávislost. Jennings se seznámí s výjimečnou ženou Carol, která žije ve velkém domě s mnoha zvířaty, i těmi, která bývají označována za nebezpečná. Zabydlí se zde a všichni společně žijí šťastně a spokojeně v naprostém souladu a vzájemné toleranci. Jsou však trnem v oku ostatním lidem, kteří jim závidí štěstí a nenávidí je. Při návratu z města naleznou všechna zvířata zabitá. Je to smutný pohled. Pohřbení všech těl zabere dva dny. Carol otěhotní. Jennigs se jede podívat do porodnice na dítě. Zdravotní sestra mu ukazuje bytost, která vypadá jako člověk, medvěd, tygr, jelen, rys, had a kojot dohromady, zatímco na San Francisco dopadá vodíková bomba.
- Oblíbenej člověk – Chinaski je nemocný, má chřipku, je mu zle, ale lidi ho nenechají v klidu ani teď…
- Květinovej kůň – historka o přesně trefené výhře na dostizích, která zachránila večer.
- Velká konopná hra – spisovatelova stať o marihuaně potažmo o drogách obecně. Zastává názor, ať si každý bere, co mu vyhovuje. Otázkou zůstává, kdo pak bude vytvářet „společenské hodnoty“ a jestli zbude někdo na dřinu v továrně, na markování zboží u kasy v supermarketu … Ano, pro starší generaci je to nepochopitelné. Kmeti se dokáží rozčílit z nezodpovědného chování mladých a jsou hrdí na to, že celý život TVRDĚ dřeli. Nedokazuje to pouze jejich omezenost? Zdá se, že se kolem toho všeho nadělá spousta zbytečného povyku.
- Deka – Chinaski má špatné období, nespí dobře, koně mizerně běhají, bolí ho zuby a svědí hemeroidy. Budí se s podlitinami po těle. Má podezření, že na něj ve spánku doráží deka. Chce jej uškrtit. Chinaski sice uvažoval o sebevraždě, ale když mu teď chce deka od všeho pomoct, tak s ní bojuje. Odhodí ji na zem a padá z pokoje. Pořád si není jistý, jestli to není jen nějaká halucinace. Jde ke svým známým v baráku. Deka je mu v patách. Vyskočí mu na paži, aby nevzbudila pozornost. Mick jej vítá a ptá se, na co sebou přinesl deku. Chinaski odpoví, že jich má víc a že mu ji věnuje. Přehodí ji přes pohovku a řekne Mickovi, že skočí ještě pro pivo. Když se vrací k Mickovi, uslyší nadávky a střelbu. Mick je rozrušený a přikazuje Chinaskimu, aby si deku odnesl, protože ho napadla. Hank to udělá. Doma vezme nůž a chvíli váhá, pak začne deku řezat na malé kousíčky. Necítí se přitom vůbec dobře. Co když je v té dece některá z žen, co jej kdysi milovaly?

„Tabletka LSD ho pravděpodobně dožene k šílenství, protože v jistém smyslu už šílený je a nechává se jenom unášet společenskou vlnou, jinými šílenci a hloupými vůdci, kteří způsobili, že je necitlivý k jakémukoli individualistickému myšlení. Trip si žádá člověka, kterého ještě nezahnali do klece, jehož ještě neošoustal ten velký Strach, díky němuž celá společnost funguje.“ - Mizernej trip.

## Česká vydání
- Erekce, ejakulace, exhibice a další příběhy obyčejného šílenství, Pragma 2000 a 2007, ISBN 80-7205-801-0, překlad Ladislav Šenkyřík, brožovaná, počet stran 310.
- Příběhy obyčejného šílenství, Argo 2006, ISBN 80-7203-799-4, překlad Bob Hýsek, Michala Marková, Martin Svoboda, vázaná, počet stran 252.

## Cenzura
V roce 1985, na stížnost jednoho čtenáře, byla kniha cenzurována místními pracovníky knihovny v Nijmegenu. Bukowski byl o tom informován a odpověděl brilantním dopisem, ve kterém rozebírá cenzuru obecně. Originál tohoto dopisu je nyní zarámován a pověšen na zdi v mobilní knihovně.